# محل دفن زباله

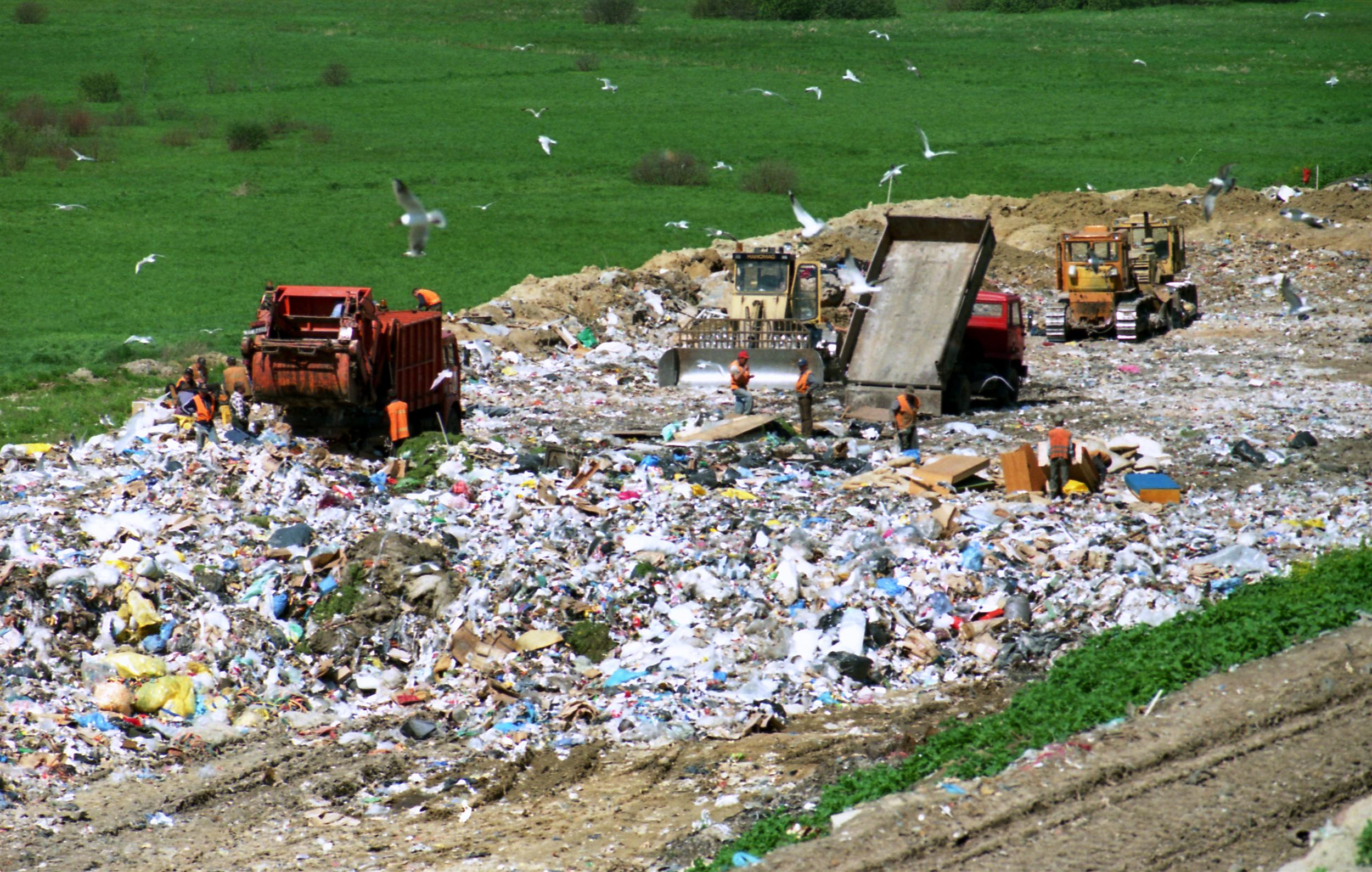
یک محل دفن پسماند در لهستان

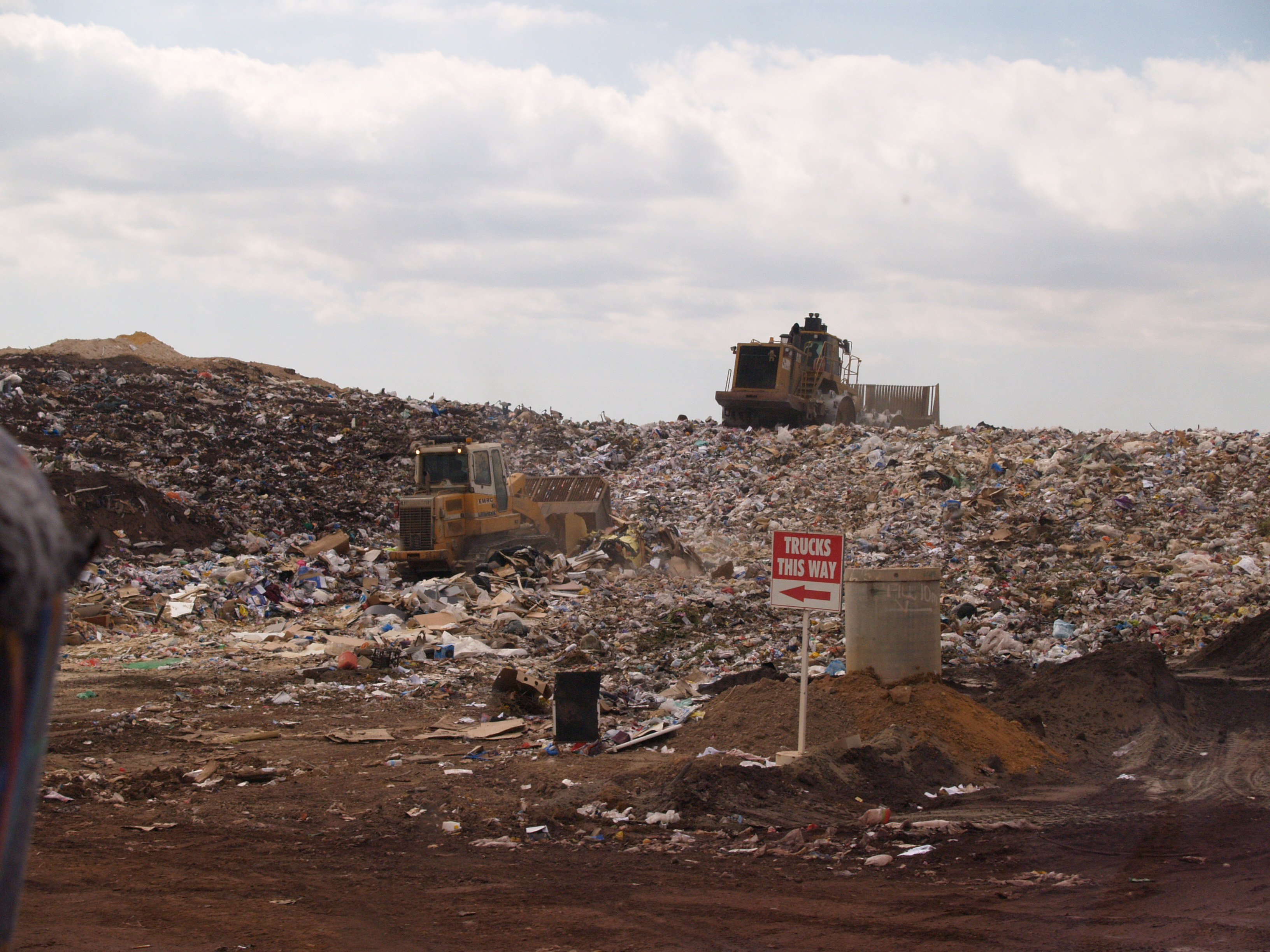
یک محل دفن زباله در پرث، غرب استرالیا

محل دفن زباله یا محل دفن پسماند یا گورستان پسماند شهری یا خاک‌چال‌، (به انگلیسی: Landfill) محل‌های بهداشتی برای دفن زباله جامد غیرخطرناک یا خطرناک است. در این محل‌ها پسماندها به صورت لایه‌لایه پخش و فشرده می‌شوند و در پایان کار در هر روز با یک لایه خاک پوشیده می‌شوند.
دفن، آخرین عنصر الزامی در سامانهٔ مدیریت پسماندها و سرنوشت نهایی تمام پسماندهایی است که ارزشی (به لحاظ حرارتی یا برای بازیافت) ندارند و باید دور ریخته شوند. به عبارت دیگر دفن یک گزینهٔ حتمی و اجباری است. دفن بهداشتی روشی مهندسی جهت دفن مواد زاید جامد در زمین، جهت ممانعت از آسیب زدن به محیط زیست می‌باشد. در این روش زایدات در لایه‌هایی با ضخامت مناسب پخش شده و فشرده می‌شوند و در پایان هر روز با خاک پوشانده می‌شوند. بر اساس تجارب به‌دست آمدهٔ گذشته، در کشورهای پیشرفته و سایر جوامع، دفن بهداشتی در زمین اغلب به‌عنوان اقتصادی‌ترین راه حل درازمدت برای مشکل زباله جامد انتخاب شده‌است.
قسمت‌های اصلی یک محل دفن پسماند جامد از این قرارند:
1. چاه پایش آب زیرزمینی
2. درخت‌کاری برای بهبود چشم‌انداز
3. شیب گیاه‌کاری‌شده برای کاهش رواناب و جلوگیری از فرسایش
4. لوله‌های جمع‌آوری گاز
5. گیاه‌کاری‌ در تاج محل دفن
6. پوشش نهایی رسی
7. چاهک آزمایش متان
8. دیوار دوغاب (slurry wall)
9. لایه نفوذناپذیر زیرین (در اینجا رس)

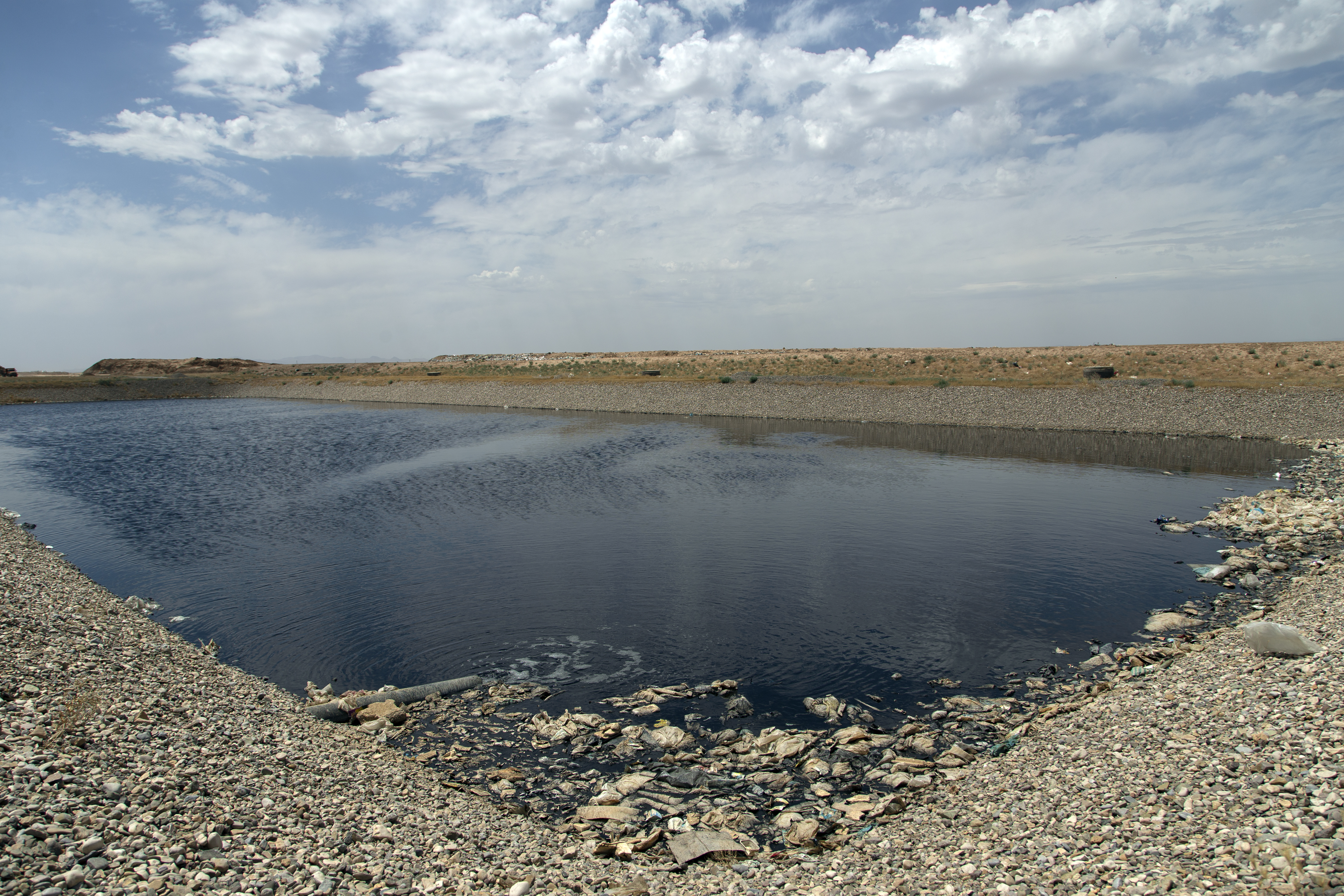
استخر شیرآبه مرکز پسماند شهر قزوین در ۱۳۹۵

10. پوشش روزانه
11. زباله متراکم‌شده
12. لایه زهکش شیرآبه
13. لوله‌های جمع‌آوری شیرآبه
14. استخر شیرآبه مرکز پسماند شهر قزوین در ۱۳۹۵چاهک جمع‌آوری شیرآبه